# Сохацкий, Павел Афанасьевич
Павел Афанасьевич Сохацкий (1766—1809) — профессор древней словесности в Московском университете.

## Биография
Сын священника Полтавской губернии родился в 1766 году в селе Светличное в Прилукского уезда Полтавской губернии.
После начального домашнего обучения в двенадцатилетнем возрасте был определён в Киевскую духовную академию, из философского класса которой в начале 1782 года был направлен в числе других учеников в «Учительскую семинарию», созданную при Московском университете Дружеским обществом. Менее чем через год, 15 ноября, все были переведены в университет на казённое содержание; Сохацкий стал студентом московского университета и членом учительской семинарии. В 1788 году получил степень магистра философии и свободных наук и стал преподавать риторику в латинском и греческом классах университетской гимназии.
На торжественном собрании Московского университета 30 июня 1793 года он произнёс речь «Слово о главной цели воспитания», в котором выразил свои основные педагогические взгляды. После удаления, в 1795 году, Мелльмана из университета, Сохацкий был назначен его преемником по кафедре в звании экстраординарного профессора и ректором университетской гимназии; руководил высшим филологическим классом. В 1801 году избран ординарным профессором Московского университета по кафедре философии и древней словесности. В 1805 году стал первым в московском университете преподавать эстетику.
Кроме классической словесности он преподавал несколько лет российскую словесность, логику и этику в университетском Благородном пансионе и для своего класса издал в русском переводе трактат по логике И. Уотса (Whatts; 1674—1748) «Умственная наука, или Прямое употребление разума в исследовании истины». Для руководства слушателям к лекциям эстетики, он издал в 1803 году книгу гёттингенского профессора К. Мейнерса «Главное начертание теории и истории изящных наук» (М., 1803. Ч. 1—2; 2-е изд. М., 1826) и прибавил к этому переводу «Чертёж системы эстетики».
Среди учеников Сохацкого — А. С. Грибоедов, С. П. Жихарев, И. М. Снегирёв. Вспоминая лекции Сохацкого по эстетике, Жихарев писал: «Прекрасно также говорит и Павел Афанасьевич: он основательно изучил свой предмет и предлагает его убедительно <…> слушаю его с величайшим удовольствием».
П. А. Сохацкий написал «Изъяснения об изящных науках и искусствах». Свои воззрения на изящные искусства он выразил в слове, произнесенном в 1801 году: «О предметах, свойстве и влиянии изящного вкуса на счастье жизни». Он — автор произнесённого в память Шувалова «Похвального слова» и оды под заглавием «Памятник другу просвещения отечества»; а также торжественного слова на полувековой юбилей московского университета (в 1805 году). Написал несколько од на коронацию императора Павла, на восшествие на престол императора Александра I.
Сохацкий издавал журналы: «Приятное и полезное препровождение времени» (1793—1798, вместе с Подшиваловым), «Ипокрена или утехи любословия» (1799—1801), «Новости Русской Литературы» (1802—1804), «Минерва» (1806—1807; вместе с Победоносцевым). По предложению Мелиссино, начал издавать с 1790 года, вместе с Гавриловым «Политический Журнал», который потом продолжаем был Гавриловым под именем «Исторического, Статистического и Географического Журнала». Некоторые из журналов Сохацкого замечательны тем, что в них были напечатаны сочинения лучших писателей того времени, а также первые юношеские опыты Жуковского, Нарежного и других.
Им были изданы учебные книги «Principia sermonis graeci» (1796) — о греческом красноречии, и «Краткое начертание латинского слога» (с нем.; 1796) бреславского профессора Г. Г. Фюллеборна (Fülleborn; 1769—1803). Принимал участие в подготовке «Нового и полного словаря: Первое отделение, содержащее немецко-российско-французский словарь» (1796—1797) И. А. Гейма.
П. А. Сохацкий был действительным членом и секретарем «Общества истории и древностей российских».
Умер 18 (30) марта 1809 года. Похоронен на Лазаревском кладбище в Москве.